# Lizhuang (socken i Kina, Henan, lat 34,52, long 115,59)
Lizhuang (kinesiska: 李庄, 李庄乡) är en socken i Kina. Den ligger i provinsen Henan, i den centrala delen av landet, omkring 180 kilometer öster om provinshuvudstaden Zhengzhou.
Genomsnittlig årsnederbörd är 888 millimeter. Den regnigaste månaden är juli, med i genomsnitt 196 mm nederbörd, och den torraste är januari, med 7 mm nederbörd.